# Ngô Thế Vinh
Ngô Thế Vinh (chữ Hán: 吳世荣, 1802 - 1856, hiệu Trúc Đường, Khúc Giang và Dương Đình) là một chính trị gia và và nhà thơ đời vua Minh Mạng và Tự Đức.
Ông quê tại xã Bái Dương, huyện Nam Chân, nay là huyện Nam Trực, tỉnh Nam Định. Ông xuất thân trong một gia đình truyền thống thi thư, là dòng dõi khai quốc công thần Chương Khánh Công Ngô Từ của nhà Lê sơ, và là em ruột của Ngô Đình Thái (soạn giả sách Nam Phong giải trào).
Ông đỗ tiến sĩ năm Kỷ Sửu (Minh Mạng thứ 10, 1829), làm quan đến chức lang trung bộ Lễ. Sau khi làm giám khảo trường thi Hương ở Hà Nội, do duyệt quyển không kỹ, nên bị cách chức, ông về quê dạy học và phụng dưỡng mẹ già. Học trò nhiều người thành đạt. Vua Tự Đức thường sai Trung sứ đến nhà lấy thơ văn trước tác của ông để dâng vua xem. Sau vua lại gia ơn phục hồi học vị tiến sĩ.
Có sách chép, ông soạn tới 72 cuốn. Đồng biên soạn cuốn chuẩn định Hương Hội thi pháp. Ông đề tựa cuốn Ức Trai di tập do Dương Bá Cung soạn. Tác phẩm chủ yếu là sách giáo khoa, có tập Dương Đình thi văn tập và Trúc Đường phú tập. Ngoài ra, Ngô Thế Vinh còn biên soạn sách triết học như Trúc Đường chu dịch tùy bút, sách sử học như Tống sử học, sách về đo đạc như Khảo xích đạo bộ pháp.
Qua những tác phẩm còn lại đến ngày nay, có thể nói ông là bậc tri thức uyên bác về nhiều lãnh vực.
Ông có để lại bản dịch bài thơ "Chức cẩm hồi văn" của Tô Huệ (Trung Quốc), (gồm 40 câu thơ thất ngôn = 280 chữ) ra thơ song thất lục bát (cũng 40 câu = 280 chữ) rất hay, đến nay chưa có bản dịch nào vượt lên trên được.
Trong số những hậu duệ của Ngô Thế Vinh có Ngô Lập Chi, đậu cử nhân dưới triều nhà Nguyễn, là dịch giả cuốn Phủ biên tạp lục của Lê Quý Đôn.